# Can Jordà (Fares)
Can Jordà és una casa situada dins el dispers poble de Fares (la Garrotxa). Recentment ha estat objecte d'una llarga restauració. És de planta irregular, formant en conjunt la forma d'una "L"; els teulats són a dues aigües i estan situats a diferents nivells. Disposa de baixos, amb porta principal descentrada i llanda sense inscripció, pis-habitatge i unes golfes petites. Can Jordà va ser bastida amb pedra del país poc treballada, llevat dels carreus cantoners i dels emparats per fer algunes de les obertures.